# Margherita/Primavera
Margherita es una balada en italiano escrita por Marco Luberti, con música de Riccardo Cocciante y arreglos de Vangelis, e interpretada por Cocciante. Fue publicada en 1976 como el primer sencillo discográfico (en 45 RPM) del álbum de Riccardo Cocciante Concerto per Margherita, de 1976.
La canción se estrenó en el programa de televisión de RAI, Adesso Musica. El sencillo alcanzó el primer puesto en la lista de sencillos italianos, y es considerada la canción que consagró definitivamente la fama de Cocciante después del éxito del sencillo de 1974 "Bella senz'anima". Según Luberti, las letras fueron escritas directamente a las 4:00 a. m.
El álbum, lanzado por la empresa italiana RCA y producido por Marco Luberti, permaneció durante diez semanas seguidas (de septiembre a noviembre) en la cima de las listas en Italia y la canción del lado A, Margherita, es una de las perennes del cantautor italo-francés.
En 1978 Cocciante lanzó las versiones en español, francés e inglés de la canción, tituladas respectivamente "Margarita", "Marguerite" y "Just For You". La canción fue versionada posteriormente por varios artistas, incluso Mina y Fiorella Mannoia. En 1999 y en 2006, Cocciante interpretó la canción fuera de competición en el Festival de la Canción de San Remo.

## La canción
Margherita es una canción escrita por Marco Luberti (autor del texto) y Riccardo Cocciante (autor de la música).
El propio Cocciante también grabó una versión francesa (titulada Marguérite) y una versión en español (titulada  Margarita  y también publicada en sencillo).
La canción también fue incluida en Un disco per l'estate 1976.
Es una canción de amor: el protagonista logra conquistar el corazón de una niña llamada Margherita, a la cual define como "la sua pazzia" (su "locura") y describe sus virtudes.
Desde el punto de vista musical, la canción se caracteriza por un crescendo melódico que realza el talento vocal de Riccardo Cocciante.

### Composición
El texto maduró en la mente del autor, Marco Luberti, después de que ambos se dieran cuenta, después de trabajar hasta las 2 a. m. con Cocciante, de que una de las partituras compiladas por el cantante para el álbum Concerto para Margherita aún carecía de letra. Mientras dormía, Luberti soñó con el famoso inicio de la canción, "Io non posso stare fermo con le mani nelle mani" y a las 4 a.a. se lo comunicó por teléfono a Cocciante. Más tarde, el letrista escribió casi de inmediato el resto del texto.

## Versiones por otros artistas
Entre los artistas que han publicado una versión del sencillo, se citan en orden alfabético:
- Roberto Acacci
- Al Bano (en el álbum Fratelli d'Italia del 2012)
- Antonio & Marcello
- Cor Bakker (versión instrumental)
- Mario Barravecchia (2010)
- Matteo Becucci con Riccardo Cocciante
- Marcella Bella
- Marco Borsato (1995; versión en holandés con texto escrito por Leo Driessen y Han Kooreneef)[2]
- Renato Bruson (1990)
- Dante Delzanno
- Johnny Dorelli y la orquesta de Augusto Martelli (1997)
- Mario Frangoulis (2008)
- Severino Gazzelloni (versión instrumental)
- I Macedonia
- Lanfranco Malaguti (versión instrumental)
- Fiorella Mannoia (en la transmisión Premiatissima)[1]
- Mina Mazzini (1978; ejecución en vivo en la transmisión de Gran Varietà)[1]
- Gianni Oddi
- Pandemonium
- Mino Reitano
- Daniela Tiberia
- Tukano

## Lista de canciones
- Sencillo 7" – TPBO 1243

A. "Margherita" (Marco Luberti, Riccardo Cocciante) – 4:31
B. "Primavera" (Marco Luberti, Riccardo Cocciante) – 4:58

## Posición en las listas
| Lista  | Posición más alta |
| ------ | ----------------- |
| Italia | 1                 |

## Staffartístico
- Riccardo Cocciante - voz
- Vangelis - arreglos[4]